# Bebanch
Bebanch (auch Bebianch, Seuserenre) war ein altägyptischer König (Pharao) der 17. Dynastie. Mit dem Thronnamen Se-user-en-Re ist er im Turiner Königspapyrus (11/8) mit 12 Jahren Regierungsdauer belegt. Die genaue Datierung seiner Regentschaft ist unsicher. Jürgen von Beckerath setzt Bebanchs Herrschaftsbeginn an das Ende des 17. Jahrhunderts v. Chr.
Durch den Fund eines Stelenfragments aus der Gebel Zeit konnte man den Eigennamen Bebanch dem Thronnamen Se-user-en-Re zuordnen. Ein Messer aus Naqada ist mit dem Eigennamen versehen. Kim Ryholt sieht aufgrund der Position seines Namens im Turiner Königspapyrus in ihm einen Herrscher der 16. Dynastie.
John Coleman Darnell verweist auf ein Graffito aus Gebel-Tjauti. Die Inschrift nennt für das 11. Regierungsjahr eines Königs, dessen Name nicht mehr erhalten ist, den heliakischen Aufgang des Sirius für den 20. Schemu II. Die Inschrift ordnet unter anderem auch Jürgen von Beckerath Bebanch zu. Sollte sich diese Vermutung bestätigen, würde das 11. Regierungsjahr Bebanchs in den Zeitraum zwischen 1609 und 1604 v. Chr. fallen, falls Theben der Beobachtungsort des heliakischen Aufgangs war.